# Koprivnica
Koprivnica je grad u Hrvatskoj koji se nalazi 70-ak kilometara sjeveroistočno od Zagreba. Sjedište je i ujedno najveći grad Koprivničko-križevačke županije.

## Ime
U izvorima na njemačkom jeziku naziva se Kopreinitz, a na mađarskom jeziku Kapronca.
Koprivnica je dobila ime po rječici istoga imena koja se spominje u popisima kralja Andrije II. Arpadovića od 1207. do 1217. godine.
Koprivnička rijeka je najvjerovatnije dobila naziv po koprivama koje su rasle uz vodotok rječice.

## Gradska naselja
Grad Koprivnica obuhvaća 9 naselja, to su: Bakovčice, Draganovec, Herešin, Jagnjedovec, Koprivnica, Kunovec Breg, Reka, Starigrad i Štaglinec.

## Zemljopis
U prirodno-zemljopisnom pogledu Koprivnica se nalazi na najpogodnijoj lokaciji, tj. na otcjeditoj terasi na kontaktu tercijarnih pobrđa gore Bilogore s južne strane, obronaka Kalnika s jugozapada i močvarnih terena aluvijalne ravni koje je stvorila rijeka Drava sa sjeverne strane. Kroz grad prolazi istoimeni potok po kome je Koprivnica i dobila ime. Smještena je 50 km jugoistočno od Varaždina te 85 km sjeveroistočno od Zagreba; nadmorska visina 149 m. Uz sklopu grada Koprivnice su prigradska naselja: Herešin, Starigrad, Draganovec, Jagnjedovec, Kunovec-Breg, Štaglinec, Reka, i Bakovčice.

## Stanovništvo
Grad Koprivnica obuhvaća 9 naselja s 10 848 kućanstava.
Broj stanovnika po naseljima:
- Bakovčica: 321
- Draganovec: 506
- Herešin: 728
- Jagnjedovec: 344
- Koprivnica: 23955
- Kunovec Breg: 641
- Reka: 1507
- Starigrad: 2386
- Štaglinec: 466

| broj stanovnika | 4554  | 5823  | 6582  | 7574  | 8544  | 11552 | 11536 | 11932 | 12864 | 14139 | 16582 | 21104 | 25941 | 29706 | 30994 | 30854 | 28580 |
|                 | 1857. | 1869. | 1880. | 1890. | 1900. | 1910. | 1921. | 1931. | 1948. | 1953. | 1961. | 1971. | 1981. | 1991. | 2001. | 2011. | 2021. |

| broj stanovnika | 3224  | 4243  | 4627  | 5118  | 5710  | 8018  | 8115  | 7934  | 8663  | 9566  | 11444 | 16150 | 20812 | 24238 | 24809 | 23955 | 22262 |
|                 | 1857. | 1869. | 1880. | 1890. | 1900. | 1910. | 1921. | 1931. | 1948. | 1953. | 1961. | 1971. | 1981. | 1991. | 2001. | 2011. | 2021. |

## Uprava
Gradonačelnik: Mišel Jakšić (od 2017. godine), član SDP-a. 
Predsjednik gradskog vijeća: Ivan Pal (od 2017. godine), član HSS-a.
Grad u svom sastavu ima Mjesne odbore u kojima građani neposredno odlučuju o svojim komunalnim problemima.

## Povijest

### Srednji i rani novi vijek
Pretpostavlja se da su jezgru koprivničkog gradskog naselja činili starosjedilačko slavensko naselje (gradište) i naseobina kolonista (hospita). Koprivnica je svoj nastanak te razvoj i jačanje regionalnih funkcija temeljila na gospodarski i politički atraktivnom prometnom položaju. Koprivnica je iskoristila prednosti svojeg položaja i razvila niz funkcija za širu okolicu (prvenstveno obrt, trgovinu, upravu, vjerski život – župa sv. Nikole), pa se još u tijeku 13. stoljeća razvila u gradsko naselje.
Vrlo je vjerojatno da je uspon koprivničkog gradskog naselja tijekom 14. stoljeća moguće tražiti u jačanju trgovinskog prometa uzduž podravske magistrale pod utjecajem napredovanja grada Varaždina, pri čemu je Koprivnica imala prednost lokacije na transverzalnom odvojku prema jugu, tj. prema Zagrebu i dalje prema Jadranskom moru, ali i na sjever prema Ugarskoj.
Koprivnica je dobila ime po potoku Koprivnici koja se prvi puta spominje 1207. godine. Građani slobodnih kraljevskih gradova imali su pravo na izbor vlastitog suca te pravo slobode trgovine. Koprivnica koja je prve privilegije gradskog naselja dobila 1338. godine, a povlastice slobodnog i herceškog grada 1353. godine. Te je povlastice potvrdio kralj Ludovik I. Anžuvinac 4. studenog 1356. godine čime je Koprivnica postala slobodni, kraljevski i glavni grad.
Početkom 15. stoljeća grad je došao u privatne ruke, a oko 1547. Koprivnica se zahvaljujući Ferdinandu I. Habsburg u vraća u kraljevske ruke Koprivnica je u 16. i 17. stoljeću zadržala status slobodnog kraljevskog grada, a istovremeno je nakon izgradnje moderne utvrde (u drugoj polovici 16. stoljeća) postala središte vojnokrajiške kapetanije. Položaj u blizini granice između Habsburškog i Osmanskog Carstva utjecao je na gospodarske, društvene i demografske promjene te svakodnevni život. 
U drugoj polovici 16. stoljeća Koprivnica je bilo sjedište zapovjednika Slavonske vojne krajine, a od 1595. gubi tu važnu središnju funkciju jer tada general svoje sjedište formira u obližnjem Varaždinu, a Slavonska vojna krajina se pretvara u Varaždinski generalat. No, iako je sjedište generala bilo u Varaždinu, Koprivnica je tijekom cijelog 17. stoljeća ostala najveća i strateški najvažnija utvrda Varaždinskog generalata s najbrojnijom vojnom posadom.
Krajem 16. stoljeća Koprivnica je imala oko pet stotina stanovnika (zajedno s vojnom posadom). Nakon Žitvanskog mira (1606.) došlo je do procesa intenzivnog useljavanja u grad. Novom izgradnjom se popunjava slobodni prostor u utvrdi. Početkom 17. stoljeća je bilo samo dvadeset civilnih kuća, da bi sredinom istog stoljeća taj broj narastao na 80 kuća. Pokazatelji gospodarskog uspona grada su izgradnja i širenje grada. Popunjavanjem slobodnog prostora za izgradnju u utvrdi došlo je do naseljavanja sjeverno od utvrde. U drugoj polovici 17. stoljeća u podgrađu je bilo 14 ulica u kojima je živjelo 447 obitelji, dok je u gradu Koprivnici živjelo oko 2500 stanovnika.
Koprivnica je od tada pa sve do 19. stoljeća bila po broju stanovnika na trećem mjestu među hrvatsko-slavonskim slobodnim kraljevskim gradovima. Poboljšanje kvalitete življenja u gradu se vidi po organiziranoj liječničkoj službi od sredine 17. stoljeća te primalja krajem stoljeća. U gradu je bio organiziran hospital kao ustanova koja je objedinjavala brigu za bolesne s funkcijom sirotišta. Sredinom 17. stoljeća gradi katolička župna crkva Sv. Nikole, koja je i danas u funkciji.
Nekoliko godina kasnije su se franjevci trajno naselili u gradu, a 1675. izgradili samostan i crkvu sv. Antuna Padovanskog. Širenje grada u svim smjerovima oko utvrde ilustrira izgradnja katoličkih kapela: Sv. Emerika (prije 1634.), Sv. Marije Magdalene (1649.), Sv. Ladislava (1658.), Kapela Svetog Vida kraj Koprivnice (1671.), Sv. Andrije (1671.) na jugu, Sv. Lucije (1650.), Sv. Ivana Krstitelja (1671.), Sv. Roka (1671.) na istoku, Sv. Duha (1659.) na sjeveru, te kapela Blažene Djevice Marije (1659.) i Sv. Triju Kraljeva (1671.) na zapadu. Smirivanjem stanja na granici Habsburškog i Osmanskog Carstva dolazi do obnove trgovine i gospodarskog jačanja Koprivnice. 
Gospodarski uspon je jasno vidljiv od 1607. godine kada pouzdano znamo da u gradu djeluje ceh kovača, bravara, mačara, remenara, sedlara i zlatara. Zanimljivo je pratiti daljnju gospodarsku obnovu koja je u prvim desetljećima bila spora tako da je grad tek 1638. dobio pravo održavanja dva godišnja sajma. U Koprivnici je 1651. utemeljena malta (mitnica), a 1652. grad je dobio pravo trećeg godišnjeg sajma. U blizini grada, u susjednom trgovištu Drnju je 1660. osnovana tridesetnica (carinarnica), što govori o intenzitetu prometa i trgovine. Daljnje jačanje gospodarstva se vidi osnivanjem novih cehova: čizmarskog ceha 1673. i mesarskog ceha 1697. godine. Time su napravljeni preduvjeti kasnije potpune dominacije cehova u proizvodnji tijekom 18. i dijela 19. stoljeću. U 17. stoljeću dolazi do pojačanog razvitka prosvjete i kulture, što je pokazatelj obnove i sveukupnog jačanja grada. Od kraja 16. stoljeća djeluje župna škola.
Katolička župna knjižnica djeluje prve polovice 17. stoljeća, a 1650. je u njoj zabilježeno 59 knjiga većim dijelom na latinskom, a manjim na njemačkom jeziku. Po broju knjiga u ondašnjem mjerilu spadala je među veće knjižnice. Pokazatelj gospodarske obnove grada može biti veći broj gimnazijalaca i studenata. Koprivničanci su polazili gimnazije Ruše kod Maribora, Győru i Trnavi, a sveučilišta u Grazu, Trnavi, Beču, Salzburgu i Padovi. Iako je u razdoblju od 1731. do 1765. Koprivnica ponovo bila sjedište generalata, vojna je uprava (Vojna krajina) sputavala razvoj grada sve do preseljenja generala u novoizgrađeni Bjelovar 1765. godine. Nakon toga u stotinjak se godina udvostručava ukupni broj stanovnika od 2589 žitelja popisanih 1769. godine na 5684 stanovnika 1869. godine.
Koprivnica je u 17. i 18. stoljeća bila na trećem mjestu po broju stanovnika, obitelji i kuća u civilnoj Hrvatskoj i Slavoniji. Više stanovnika su imali jedino Rijeka i Varaždin, a manje Gradec, Zagreb, Bakar, Karlovac, Križevci i Požega. Grad Koprivnica se sastojao od utvrde, podgrađa i ruralnih predgrađa Banovec, Brežanec, Dubovec, Miklinovec, Koprivnički Bregi, Herešin, Vinica, itd. Od 17. stoljeća dolazi do kontinuiranog ispunjavanja slobodnog gradskog prostora, ali i do gradnje prvih javnih zgrada izvan utvrde. Podgrađe na kojem se formirao novi trg je od 17. stoljeća počelo postupno preuzimati funkciju novog središta grada od stare utvrde.
Nakon podizanja prvih objekata javne namjene u izvantvrđavnom prostoru dolazi do brze smjene građevina u tom dijelu grada. Stariji, skromniji barokni stambeni i trgovački objekti se ruše, a zamjenjuje ih historicistička arhitektura kada novo središte grada poprima današnji izgled. Od godine 1862. započelo je raskopavanje gradskih bedema, koje nikad nije do kraja dovršeno. Godine 1863. zasađen je najstariji dio budućeg gradskog parka na prostoru dijela bivših opkopa oko utvrde. Upravo je rušenje starih bedema uz izgradnju željezničke pruge bilo odlučujući faktor u prostornom razvitku grada. Tadašnja prvobitna rasvjeta je bila petrolejska, a kasnije je zamijenjena plinskom, a sve je to utjecalo na promjenu načina života u gradu. Za prometno povezivanje je bilo najznačajnije dovođenje željeznice (Budimpešta – Zagreb) do grada 1869./1870. godine.

### 19. i 20. stoljeće
Početkom 20. stoljeća gradi se nova pruga prema Đurđevcu i Virovitici, a željeznička prometna povezanost je završena 1937. godine kada je Koprivnica željeznički povezana s Ludbregom i Varaždinom. Bolja prometna povezanost omogućila je ubrzani razvitak trgovine, gostioničarstva i hotelijerstva. Grad je imao razvijene i dobro regulirane sajmove na kojima su gradski i vanjski majstori nudili proizvode. Cehovi su bili važna gospodarska značajka Koprivnice od kasnoga srednjega vijeka do druge polovice 19. stoljeća, a primjerice 1846. godine bilo je u gradu evidentirano 130 majstora, koji su uglavnom bili smješteni izvan utvrde. Uz cehove u gradu i predgrađima se razvijaju pivovara, svilogojstvo, mlinarstvo, komunalna klaonica, solana, proizvodnja cigle i crijepa, rudarstvo i bankarstvo, što potvrđuje postupni razvitak manufaktura, rane industrije, rudarstva i bankarstva u gradu. Gospodarski razvitak, znatan porast stanovništva, bolji uvjeti života i drugi čimbenici utjecali su da je u gradu bio razvijen društveni život.
U 19. stoljeću se osniva Purgerski kor (prvi se puta spominje 1809.), kazališno društvo (1837.), limena glazba (1841.) kasino (1846.), narodna čitaonica (1867.) te nakon toga brojne druge udruge.Godine 1856. organizira se prva muzejska izložba, a više je Koprivničana članovima, suradnicima ili povjerenicima Hrvatskog arheološkog društva i Hrvatskog narodnog muzeja u Zagrebu, te drugih institucija. Muzej grada Koprivnice počeo je s radom 1951. godine. Osim toga u gradu djeluje od prije pošta, ljekarnica, te razvijena zdravstvena služba, prvobitno smještena u hospitalu kraj župne crkve, a od 1875. godine u bolnici koja je i danas u funkciji. Tijekom 1980-ih uz staru je bolnicu izgrađena nova. Škola je isprva djelovala u jednoj privatnoj kući u utvrdi, pa u oružani, u staroj gradskoj vijećnici, zatim u jednoj građanskoj kući, te na još nekim lokacijama, da bi se 1856. godine preselila u novu zgradu (današnja gradska vijećnica) kojoj je kamen temeljac postavio osobno ban Josip Jelačić. U obrazovanju je bila velika uloga Franjevaca koji su od početka 18. i tijekom dijela 19. stoljeća organizirali studije filozofije, moralne teologije i govorništva.
Koprivničko svjetovno školstvo se najbrže razvijalo na prijelazu iz 19. u 20. stoljeće. Prvo je osnovana šegrtska (obrtnička) stručna škola 1886. godine. Godine 1892. otvara se suvremena školska zgrada, a škola se proširuje na pet razreda. Višu dječačku i djevojačku pučku školu, odnosno peti i šesti razred, Koprivnica dobiva 1902. godine. Nekoliko godina kasnije, 1906. godine formirana je u Koprivnici realna gimnazija, dok je suvremena gimnazijska zgrada bila izgrađena 1908. godine (u srednjoškolskoj funkciji je bila do 1975. godine kada je izgrađen srednjoškolski centar koji se i danas koristi u nastavi). Koprivnica u 20. stoljeće ulazi s razvijenim društvenim i gospodarskim životom. Do stagnacije gospodarskih funkcija je došlo nakon prvoga svjetskog rata. Kriza je posebno bila vidljiva 1930-ih godina kada je propao veći dio koprivničke industrije (Tvornica ulja, Tvornica Danica itd.). Potres na Bilogori 1938. pogodio je okolicu Koprivnice. Bilo je i oštećenja u gradu.
U vrijeme Drugoga svjetskog rata u Koprivnici je na mjestu nekadašnje tvornice Danica osnovan prvi koncentracijski logor u Nezavisnoj Državi Hrvatskoj. Koprivnicu su 7. studenog 1943. godine oslobodili partizani. Grad je bio dio slobodnog teritorija do 9. veljače 1944., kada su ga ponovno zauzele njemačko-ustaške snage. Jedna od najžešćih bitaka u Drugom Svjetskom ratu u Jugoslaviji zbila se upravo kod Koprivnice u listopadu 1944. godine. Partizani su napali s dva korpusa, dok su ustaše i Hrvatski domobrani branili grad. Bitka je trajala do 17. listopada kada je pobjedu odnijela vojska NDH.Nakon drugog svjetskog rata dolazi do daljnjih procesa modernizacije i ubrzane industrijalizacije. U to vrijeme osnovana su velika industrijska postrojenja sa značajnim brojem zaposlenika (Podravka, Bilokalnik, Belupo itd.) i financijske ustanove s kasnijom značajnom gospodarskom snagom (npr. Podravska banka itd.) na kojima počiva i današnji gospodarski razvoj Koprivnice.
Koprivnica je dala veliki doprinos u Domovinskom ratu, kako policijskim i vojnim postrojbama u akcijama obrane od 1991. tako i u oslobađajućim vojno-redarstvenim akcijama Bljesak i Oluja 1995. godine. U samostalnoj Hrvatskoj Koprivnica je postala sjedištem novoosnovane Koprivničko-križevačke županije (od 1993.), a u posljednjem desetljeću dolazi do ubrzanog infrastrukutralnog, gospodarskog, društvenog i kulturnog razvitka grada.

## Gospodarstvo
Gospodarska je osnova poljodjelstvo, stočarstvo, prehrambena, (Podravka, Carlsberg Croatia), farmaceutska (Belupo), drvna, papirna (Bilokalnik, Hartman), kožna, metalna industrija te proizvodnja građevinskog materijala. Na križištu je magistralnih prometnica od Zagreba i Varaždina prema Virovitici i Osijeku te željezničko križište na pruzi Budimpešta – Zagreb i Varaždin – Osijek. Koprivnica je središte ovog dijela Podravine. Bogato kulturno naslijeđe i snažno gospodarstvo omogućuju razvoj turizma. Od brojnih športskih aktivnosti posebice se izdvajaju: rukomet, nogomet, karting i jahačka natjecanja. Raznovrsne su mogućnosti za rekreaciju u gradu, a posebice na obližnjoj rijeci Dravi i »Podravskoj rivijeri« – šljunčari Šoderici. Moguć je ribolov na rijeci Dravi te u jezerima Šoderica, Jegeniš, Vidak i dr., a lov u okolici Koprivnice – u nizinama i na podnožju Kalnika i Bilogore. Poznata lovišta su Peski i Repaš. U brojnim restauracijama u gradu i okolici nude se izvanredna podravska tradicijska jela (prge – sušeni i dimljeni sir, hladetina, juha od gljiva s heljdinom kašom, goriški gulaš i dr.). Tradicijske kulturne manifestacije su: 1) sajam naive Podravski motivi (početkom srpnja) i 2) Renesansni festival (krajem kolovoza).

## Spomenici i znamenitosti
Središte grada nastalo je na mjestu nekadašnje koprivničke tvrđave. Tvrđava četverokutna oblika s ugaonim bastionima, građena je u 16. stoljeću zbog turske opasnosti, a radove je vodio znameniti arhitekt Domenico Allio. Od nje su danas očuvani su samo ostaci, dva revelina i jedan bastion. Središnji je dio utvrde u 19. stoljeću zamijenio prostrani park s paviljonom u sredini.
Župna crkva sv. Nikole ističe se u vizuri grada visokim zvonikom, a potječe iz 17. stoljeća. U 19. st. dobila je svoj današnji izgled. Uz nju je prigrađen župni dvor na kojemu je zanimljiva fino klesana kasnorenesansna nadgrobna ploča dječaka Gottharda Schratenpachsa (1608.). Pravoslavna crkva sv. Trojice građena je u kasnobaroknom stilu 1794. godine i jedna je od rijetkih potpuno sačuvanih baroknim građevina u gradu. Kompleks franjevačkog samostana i crkve sv. Antuna Padovanskoga dovršen je 1685. godine, te je u 18. st. opremljen baroknim oltarima. Kapelu Salvatora na crkvu je nadogradio Varaždinski generalat 1745. godine. Nedaleko od središta Koprivnice, u dijelu grada koji se zove Močile, nalazi se barokna crkva Blažene Djevice Marije.
Iz doba renesanse i baroka potječe više zgrada, npr. Oružana i Stari magistrat (danas Muzej grada Koprivnice) ispred kojega je trg s baroknim kipovima svetaca. Zanimljive su i kuće s arkadama u prizemlju, poput obrtničke kuće u kojoj je danas Pivnica Podravka na Zrinskom trgu. Nekolicina zgrada iz tog vremena naročito je zanimljiva po kanatnom sistemu gradnje s vidljivom drvenom konstrukcijom.
Izgled Koprivnice danas čine kuće i zgrade iz 19. stoljeća, a glavni je graditelj toga vremena bio zagrebački arhitekt Gjuro Carnelutti. Među zgradama se ističu Vila Malančec, građanska kuća koprivničkog odvjetnika, s potpuno očuvanim historicističkim interijerima s kraja 19. stoljeća. Tu je i zgrada bivše Kraljevske realne gimnazije iz 1908. g. (danas osnovna škola "Antun Nemčić Gostovinski"), potom Pučka škola (danas Poglavarstvo grada Koprivnice), Gradska štedionica (danas Galerija Koprivnica) te zdanje Hotela Zrinski (danas Knjižnica i čitaonica "Fran Galović"). Iznimnom se ljepotom ističe građanska kuća Ožegović u Esterovoj 7 s pročeljem od opeke, također djelo arhitekta Carneluttija. Unutar gradskog središta nalazi se sinagoga izgrađena 1876. godine.
Na javnim prostorima spomenimo pil Tužnoga Krista, kip Ivana Nepomuka iz 1747. koji je nekad stajao na obližnjem most na ulazu u tvrđavu, te skulpture suvremenih hrvatskih kipara (I. Sabolića, Z. Lončarića, A. Jakića).
U prigradskom naselju Starigrad nalazi se srednjovjekovna utvrda Kamengrad (14. – 15. st.).

## Kultura
Muzej grada Koprivnice osnovan je 1951. i u njemu se čuvaju predmeti arheološke, kulturno-povijesne, umjetničke i etnografske vrijednosti. U sastavu muzeja djeluju Galerija Koprivnica (osnovana 1977.), Memorijalni muzej holokausta »Danica« (trenutno izvan funkcije) i Donacija »Dr. Vladimir Malančec«. U Koprivnici djeluje Knjižnica i čitaonica "Fran Galović" i Pučko otvoreno učilište. Aktivna su i folklorna društva Folklorni ansambl Koprivnica i KUD Podravka. Znanstvenim radom bavi se Povijesno društvo Koprivnica.
Koprivnica je suvremenoj hrvatskoj zabavnoj glazbi dala: sastav Overflow, kršćanski punk sastav Božje ovčice i punk sastav Snob (bivši Pillow Pack).
Godine 1945. počinje s radom Radio Koprivnica koji emitira domaću glazbu, vijesti, informacije i zabavu.

## Obrazovanje

### Vrtići
- Dječji vrtić "Tratinčica"
- Dječji vrtić "Sv. Josipa" - podružnica Koprivnica
- Dječji vrtić "Smiješak"
- Dječji vrtić "Igra"

### Škole i ostale ustanove
- OŠ "Antun Nemčić Gostovinski"
- OŠ "Braća Radić"
- OŠ "Đuro Ester"
- OŠ "Podolice"
- COOR "Podravsko sunce"
- Umjetnička škola "Fortunat Pintarić"
- Gimnazija "Fran Galović"
- Obrtnička škola
- Srednja škola
- Pučko otvoreno učilište

### Fakulteti
Sveučilište Sjever (Sveučilišni centar Koprivnica):
- Odjel za medije i komunikaciju
- Odjel za ambalažu
- Odjel za komunikologiju, medije i novinarstvo
- Odjel za logistiku i održivu mobilnost
- Odjel za poslovanje i menadžment
- Odjel za prehrambenu tehnologiju
- Odjel za umjetničke studije
- Odjel za računarstvo i informatiku

## Sport
Stolni tenis
- STK Podravka

- STK Koprivnica

Košarka
- KK Koprivnica – košarkaški klub
- ŽKK Koprivnica – ženski košarkaški klub

Kuglanje
- ŠKK Koprivnica – muški klub
- ŠKK Koprivnica – ženski klub
- ŠKK Podravka – muški klub
- ŠKK Podravka – ženski klub
- KK Željezničar – muški klub

Nogomet
- NK Slaven Belupo
- NK Koprivnica
- NK Zagorec
- NK Miklinovec
- NK Močile
- ŽNK Koprivnica

Rukomet
- ŽRK Podravka Vegeta
- RK Koprivnica

Borilački sportovi
- HK Podravka (hrvanje)
- KTB Samurai (tajlandski boks)

Ostalo
- RK Šoderica – Ronilački klub Šoderica
- AK Krila Koprivnice
- SŠK Podravka – streljački športski klub
- AK Podravina – auto i karting klub
- KK Galop – jahanje

## Zanimljivosti
- Pjesma novovalnog koprivničkog benda Fakini pod nazivom "Koprivnica" je gradska rock himna.[11]

## Vanjske poveznice
- Službene stranice Grada Koprivnice
- Neslužbene stranice Grada Koprivnice - Koprivnica.net - News Portal
- Službene stranice Turističke zajednice grada Koprivnice